# Ранцау, Йорген
Йорген Ранцау (дат. Jørgen Rantzau; 1652 — 1713, Любек) — датский военный офицер, участник войны за испанское наследство и других кампаний под управлением Джона Черчилля.
С 1691 года Йорген Ранцау, под командованием Черчилля, 1-го герцога Мальборо, принимал участие в Войне Большого Альянса на стороне Аугсбургской лиги. В 1701 году Ранцау имел звание командующего бригадой, а в 1705 году — звание генерал-майора.
В Гохштедтском сражении 13 августа 1704 года Йорген командовал 4-м конным драгунским полком (два эскадрона, в сумме около 440 человек). А в 1708 году, во время битвы при Ауденарде, Йорген командовал кавалерией и находился в авангарде под командованием генерал-квартирмейстера Уильяма Кэдогана. Драгуны Ранцау одними из первых форсировали Шельду и имели столкновение с авангардом Шарля де Бирона, обеспечивая переправу основных сил союзников.
В 1709 году, когда Дания вновь включилась в Северную войну (на основе союзного договора 11 октября, между Россией и Данией, согласно которому Дания обязалась объявить войну Швеции, а Россия — начать военные действия в Прибалтике и Финляндии), Ранцау вернулся на родину, где возглавил вторжение датской армии на Сконе. 28 февраля 1710 года недалеко от Хельсингборга датская армия под командованием генерала Ранцау (около 21 700 солдат и 32 орудия) потерпела поражение от шведской армии под командованием генерала Магнуса Стенбока (около 17 600 солдат и 34 орудия). Поражение Дании в Хельсингборгском сражении приписывают в вину Ранцау.